# Pseudolatirus
Pseudolatirus is een geslacht van weekdieren uit de klasse van de Gastropoda (slakken).

## Soorten
- Pseudolatirus aikeni Lussi, 2014
- Pseudolatirus bilineatus (M. Hörnes, 1853) †
- Pseudolatirus discrepans Kuroda & Habe, 1961
- Pseudolatirus kurodai Okutani & Sakurai, 1964
- Pseudolatirus kuroseanus (Okutani, 1975)
- Pseudolatirus leucostriatus Kosuge, 1979
- Pseudolatirus orthensis Lozouet, 2015 †
- Pseudolatirus pallidus Kuroda & Habe, 1961
- Pseudolatirus pfeifferi (Philippi, 1846)
- Pseudolatirus raulini (Peyrot, 1928) †